# إيلينا سانتاريلي
إيلينا سانتاريلي (بالإيطالية: Elena Santarelli)‏ وهي ممثلة وإعلامية وعارضة أزياء إيطالية ولدت في يوم 18 أغسطس 1981 في مدينة لاتينا في إيطاليا وهي ابنة عم اللاعب الإيطالي أوبالدو ريغيتي وعملت في قناة راي تو وإم تي في الإيطالية وكانال 5 وكذلك ظهرت في عدة أفلام وهي حالياً زوجة اللاعب الإيطالي برناردو كورادي.

## روابط خارجية
- إيلينا سانتاريلي على موقع IMDb (الإنجليزية)
- إيلينا سانتاريلي على موقع روتن توميتوز (الإنجليزية)
- إيلينا سانتاريلي على موقع ألو سيني (الفرنسية)
- إيلينا سانتاريلي على موقع قاعدة بيانات الفيلم (الإنجليزية)
- إيلينا سانتاريلي على موقع كينوبويسك (الروسية)
- إيلينا سانتاريلي على موقع دليل عارضات الأزياء (الإنجليزية)